# Calder c. Colombie-Britannique (procureur général)
Décision
Bien qu'un titre ancestral autochtone puisse exister, davantage est requis pour démontrer que les bandes autochtones en question ont un tel titre.
Jugement complet
texte intégral sur www.canlii.org
Calder c. Colombie-Britannique (procureur général) est une décision de la Cour suprême du Canada qui reconnait, pour la première fois au sein du droit canadien, qu'un titre ancestral autochtone territorial existe avant la colonisation du continent et que celui-ci n'est pas simplement dérivé du droit législatif.

## Contexte
En 1969, Frank Arthur Calder et le conseil tribal de la nation des Nisga'a a entamé un procès contre le gouvernement de la Colombie-Britannique en déclarant qu'un titre ancestral autochtone à certaines terres de la province n'ont jamais été légalement éteint. Durant le procès des cours inférieures, il a été jugé que si un titre ancestral territorial n'a jamais existé, celui-ci était certainement éteint. La Cour suprême a jugé qu'un titre ancestral autochtone territorial existait bel et bien au moment de la proclamation royale de 1763. Cependant, la cour était divisée à 3 contre 3 à savoir si un titre territorial était valide. De son côté, le procureur général de la Colombie-Britannique revendiquait que même si un titre a existé, celui-ci a été éteint en vertu de l'exercice du contrôle sur ces terres par le gouvernement.

## Conséquences
Avec cette décision, le gouvernement du Canada a révisé la plupart des processus de négociations par rapport aux revendications territoriales avec les peuples autochtones.
Les bases du titre ancestral autochtone ont été étendues lors de décisions subséquentes telles que R v Guerin en 1984, Delgamuukw v British Columbia en 1997 et Nation Tsilhqot’in c. Colombie-Britannique en 2014.